# Неджелишта
Неджелишта (серб. Неђељишта / Neđeljišta) — село в общине Власеница Республики Сербской Боснии и Герцеговины. Население составляет 399 человек по переписи 2013 года.